# Port lotniczy Kurumocz (Samara)
Międzynarodowy Port Lotniczy Kurumocz im. Siergieja Korolowa (ros. Аэропорт Куру́моч имени Сергея Королёва), (IATA: KUF, ICAO: UWWW) – międzynarodowy port lotniczy na osiedlu Bierioza, w obwodzie samarskim; jest portem lotniczym o znaczeniu federalnym.
Został zbudowany na podstawie wydanego 19 grudnia 1957 rozkazu Głównego Zarządu Cywilnej Floty Powietrznej przy Radzie Ministrów ZSRR o organizacji w składzie Nadwołżańskiego Zarządu Terytorialnego portu lotniczego IV klasy Kurumocz. 15 maja 1961 odbył się pierwszy start z nowo wybudowanego lotniska na trasie Kujbyszew – Mineralne Wody. W 1992 otrzymał status portu międzynarodowego.
Port oddalony jest około 35 km od Samary (na południu) i około 45 km od Togliatti (na zachodzie). Nazwa pochodzi od wioski o tej samej nazwie, położonej około 7 km na południowy zachód od lotniska.

## Linie lotnicze i połączenia
| Linia Lotnicza              | Kierunek |
| --------------------------- | --- |
| Aerofłot                    | 1. Antalya 2. Mineralne Wody 3. Moskwa-Szeremietiewo 4. Soczi                                                                |
| Air Arabia                  | 1. Szardża |
| AlMasria Universal Airlines | Sezonowe czartery: 1. Szarm el-Szejk                                                                                         |
| Armenian Airlines           | 1. Erywań |
| Azerbaijan Airlines         | 1. Baku |
| AZIMUT                      | 1. Kemerowo 2. Mineralne Wody 3. Jarosław                                                                                    |
| Azur Air                    | Sezonowe czartery: 1. Antalya 2. Hurghada 3. Pattaya 4. Phuket 5. Szarm el-Szejk                                             |
| Corendon Airlines           | Sezonowe czartery: 1. Antalya                                                                                                |
| Flydubai                    | Sezonowo: 1. Dubaj |
| FlyOne Armenia              | 1. Erywań |
| NordStar                    | 1. Moskwa-Domodiedowo 2. Norylsk                                                                                             |
| Nordwind Airlines           | 1. Duszanbe 2. Królewiec 3. Osz 4. Sankt Petersburg 5. Soczi                                                                 |
| Pobeda                      | 1. Antalya 2. Moskwa-Wnukowo 3. Sankt Petersburg 4. Soczi                                                                    |
| Red Wings                   | 1. Czelabińsk 2. Stambuł 3. Magas 4. Machaczkała 5. Mińsk 6. Niżny Nowogród 7. Tbilisi 8. Tiumeń 9. Jekaterynburg 10. Erywań |
| Rossija                     | 1. Sankt Petersburg 2. Erywań Sezonowe czartery: 1. Hurghada                                                                 |
| S7 Airlines                 | 1. Moskwa-Domodiedowo 2. Nowosybirsk                                                                                         |
| Sky Vision Airlines         | Sezonowe czartery: 1. Hurghada 2. Szarm el-Szejk                                                                             |
| Smartavia                   | 1. Moskwa-Szeremietiewo 2. Sankt Petersburg 3. Soczi-Adler                                                                   |
| Somon Air                   | 1. Duszanbe |
| Southwind Airlines          | Sezonowe czartery: 1. Antalya                                                                                                |
| Ural Airlines               | 1. Duszanbe 2. Chodżent 3. Moskwa-Domodiedowo 4. Nojabrsk 5. Osz 6. Soczi 7. Taszkent                                        |
| UTair Aviation              | 1. Baku 2. Moskwa-Wnukowo 3. Samarkanda 4. Surgut 5. Jekaterynburg Sezonowo: 1. Kogałym                                      |
| UVT Aero                    | 1. Abakan 2. Kazań 3. Nowy Urengoj 4. Omsk 5. Perm 6. Tobolsk                                                                |
| Uzbekistan Airways          | 1. Namangan |
| Yamal Airlines              | 1. Nojabrsk 2. Moskwa-Domodiedowo 3. Ufa                                                                                     |